# Új Magyarok
Új Magyarok Fényes Samu 1933-ban Bécsben indított havi folyóirata, amelyet, miután egy számát Ungváron adta ki, 1933 októberétől 1937 szeptemberéig – román hatósági engedéllyel – Bukarestben jelentetett meg.

## A folyóirat irányvonala
A lap Bukarestben kiadott első számának programcikkében a szerkesztő baloldali eszmeiségű célokat fogalmaz meg, a Trianon utáni magyarországi rendszer „revizionista, irredenta kurzusának kíméletlen bírálatát”, a minden jogtól megfosztott paraszti milliók érdekeinek védelmét, az arisztokrácia politikai szerepének leleplezését, a románokkal, szerbekkel, szlovákokkal való „testvéri békesség” munkálását, köszönetet mondva azért az „előkelő és előzékeny” vendégfogadásért, amelyben a szerkesztő Romániában részesült.
A további cikkekben, a politikai-társadalmi rovat közleményeiben a szerkesztő nyomon követte a magyarországi bel- és külpolitikai élet fejleményeit. Kommentárjai általában bíráló, elítélő jellegűek voltak: beállításában a történelmi Magyarország a népek börtöne, ezzel szemben az utódállamokban a magyarság a demokratikus politikai szabadságjogok áldásaiban részesül. „Ma az egész világon egy ország van – írta –, ahol a magyar nép teljesen el van nyomorítva és nyomva: Magyarország.” Támadta a magyar írókat, akik „igazában az állam szolgálatában állnak”, globálisan az erdélyi magyar sajtót, amely „dohos levegőjű és konzervatív”, „minden tekintély és súly híján való”. Heves vitákat folytatott az Erdélyi Lapokkal, a Keleti Újsággal, a Brassói Lapokkal. Külpolitikai kommentárjaiban élesen bírálta a nemzetiszocializmus eszmerendszerét és politikai gyakorlatát, az antiszemitizmust, figyelmeztetett a háborús készülődésekre.
Az egyszemélyes folyóirat cikkeinek, kommentárjainak – sőt a benne közölt szépirodalmi alkotásoknak is – legnagyobb részét aláírás nélkül vagy álnéven közölte. Az aláírt cikkek szerzői között Dániel Arnold, Fejér Dezső, Kéri Pál, Leleszy Béla, Molter Károly, Salamon László (Maros Tamás), Silbermann Jenő, Tabéry Géza, Turnowsky Sándor (Skydor), Vincze Sándor nevével találkozunk.
Irodalmi rovatát csaknem teljes egészében a szerkesztő, Fényes Samu folytatásos regényei, főképpen falusi tárgyú elbeszélései töltötték ki. Rendszeresen közölt könyvbírálatokat, ismertetéseket többek között a Puszták népéről, a Néma forradalomról, a Viharsarokról, Veres Péter könyveiről. Ugyancsak rendszeresek voltak a folyóiratban a kortárs tudományos elméleteket ismertető cikkek, tanulmányok is, többek között Einstein, Max Planck, Freud és mások – nyilván más közlésekből átvett – írásai. Filozófiai, közgazdasági, pszichológiai, történelmi, szociológiai kitekintéseiben szólt a kortárs tudományos élet újdonságairól, eredményeiről. Ebben a vonatkozásban több volt ez a folyóirat, mint a román kormánykörök pénzén kiadott antirevizionista, nemzetellenes fórum, aminek a kortársak a nézeteivel folytatott vitákban minősítették.